# Carsten Zornig
Carsten Zornig (* 8. Dezember 1953 in Hamburg) ist ein deutscher Chirurg.

## Leben
Zornig wurde 1980 mit einer Arbeit über den Bauchdeckenschnitt, deren Geschichte und Entwicklungstendenzen promoviert. Er war in der Chirurgischen Universitätsklinik und -Poliklinik Hamburg und als Stellvertretender Ärztlicher Direktor im Israelitischen Krankenhaus Hamburg tätig.
Zornig entwickelt vor allem die minimalinvasive Bauchchirurgie weiter. Im Jahr 2007 nahm er in der Chirurgischen Klinik des Israelitisches Krankenhaus die weltweit erste narbenlose Entfernung einer Gallenblase durch die Vagina vor. Von 1992 bis 1995 war er Privatdozent für Chirurgie und von 1995 bis 1998 Professor für Allgemeinchirurgie. Seit 2021 ist er Partner im Agaplesion Diakonieklinikum Hamburg.
Im Jahre 1992 wurde Zornig für seine Forschungsarbeiten im Bereich der Weichteilsarkome  mit dem 10.000 Mark dotierten Hermann-Kümmell-Preis geehrt.
Seine Ehefrau Antoinette Zornig ist Schweizerin und Mutter von sieben Kindern. Zornig ist 1. Vorstand im Grossflottbeker Tennis-, Hockey-, und Golf-Club e.V.

## Veröffentlichungen (Auswahl)
- Cholezystektomie mit NOTES : der kombinierte transvaginal-umbilikale Zugang, Endo-Press, Tuttlingen (2009)